# Ди-бит
Ди-бит (англ. D-beat) — поджанр стрит-панка или хардкор-панка, разработанный в начале 1980-х подражателями группы Discharge. В основу термина «ди-бит» легли название группы Discharge и характерный для поджанра драм-бит (партия ударных). Вероятно, сами Discharge унаследовали этот бит от Motörhead. Ди-бит тесно связан с краст-панком, который представляет собой более тяжёлый и более сложный его вариант.
Ди-бит зародился в Великобритании и Швеции, однако известны группы и из других стран: Disclose из Японии; Crucifix и Final Conflict из США; Ratos de Porão из Бразилии; MG15 из Испании.

## История

### Британские истоки
Группа Discharge была сформирована в 1977 году в городе Сток-он-Трент и изначально исполняла обычный панк-рок, вдохновлённый группами Sex Pistols и The Clash. В 1979 году состав группы изменился, как и музыкальный стиль, на который повлиял хэви-метал. В это время участник группы Terry "Tez" Roberts разработал свой уникальный драм-бит. В 2004 году он заявил, что хотел бы запомниться как изобретатель ди-бита, воодушевивший множество групп по всему миру. Его бит был схож со звучанием группы Motörhead, а исполнители ди-бита заимствовали многое у последней, как и у Discharge. После 1982 года группа вновь сменила свой стиль на более традиционную форму хэви-метала. Тем не менее, их классическое звучание вдохновило другие группы, в числе первых из которых была The Varukers.

### Ранний шведский ди-бит
Ди-бит в Швеции изначально был известен под названием kängpunk (англ. boot punk). Первая ди-бит-песня "Marquee" группы Rude Kids была записана в 1979 году. Вслед за ними появились KSMB, Missbrukarna, Moderat Likvidation, Asocial, Avskum и более известные Anti-Cimex и Mob 47. Второй мини-альбом Raped Ass группы Anti Cimex был описан как «один из самых сырых и жестоких релизов хардкора». В то время, как Mob 47 диверсифицировали свой стиль, смешивая скоростной стиль Discharge с американским хардкор-панком.

### 1980-е. Британский и американский краст-панк
Другой поджанр анархо-панка, похожий на ди-бит, появился в Великобритании, в середине 1980-х. Краст-панк испытывал влияние шведских групп kängpunk, а также британского анархо-панка, хэви-метала и пост-панка. Считается, что термин «краст» был введён демозаписью Ripper Crust (1986) группы Hellbastard, однако само звучание было разработано несколькими годами ранее, такими группами, как Disorder, Chaos UK и Amebix. Альбом Arise (1985) группы Amebix и сингл Out from the Void Архивная копия от 18 ноября 2020 на Wayback Machine (1985) группы Antisect считаются эталонами жанра, а сами группы часто относят к изобретателям краст-панка.
Панк-журналист Felix von Havoc утверждает, что группы Doom, Excrement of War, Electro Hippies и Extreme Noise Terror являются одними из первых представителей традиционного британского краста. Впоследствии стали развиваться новые поджанры, например, группа Deviated Instinct разрабатывает stenchcore, который группа Extreme Noise Terror развивает до грайндкора. Однако Pete Hurley, гитарист группы Doom, не считает группы Doom или Extreme Noise Terror грайндкором.
Американский краст-панк появился также в середине 1980-х с записями Nausea и Neurosis (ранние). Группы Disrupt, Antischism, Destroy! относят к важным представителям американского краста.

### 1990-е. Американский и шведский краст-панк
Важными представителями американского краста в 1990-х были группы Aus-Rotten и His Hero Is Gone. Процветали также лейблы Profane Existence, Prank Records и движение CrimethInc.. В этот период тематика краст-панка стала тесно переплетаться с такими явлениями, как вегетарианство, феминизм, иногда Straight edge. Сцена пауэрвайоленс, ассоциируемая с лейблом Slap-a-Ham Records, была очень близка к краст-панку, особенно в случае групп Man Is the Bastard и Dropdead.
Многие шведские группы 1990-х исполняют комбинацию ди-бита с краст-панком. К ним относятся Driller Killer, Totalitär, Skitsystem, Wolfbrigade и Disfear, которые остаются наиболее известными исполнителями ди-бита, несмотря на то, что их звучание может включать порой даже дэт-метал.

### Блэк-краст
Краст-панк испытывал влияние раннего блэк-метала, в частности повлияли группы Venom и Celtic Frost. Похожим образом блэк-группа Bathory вдохновлялась краст-панком, наравне с металом. В 1990-х появились группы Iskra (назвавшая свой стиль blackened crust) и Gallhammer, смешавшие эти два направления. В последнее время у представителей краст-панка и блэк-метала наблюдается тенденция к размытию границ, так Skitsystem звучат на последнем альбоме очень «блэково», в то же время последний альбом Darkthrone характеризуется «панковым» звучанием.